# George Heneage Dundas
George Heneage Dundas, född den 8 september 1778, död den 7 oktober 1834, var en brittisk sjöofficer, konteramiral och förste sjölord 1834.
Dundas utmärkte sig vid sjöslaget vid Algeciras 1801. Han var sedan medlem av Storbritanniens parlament under fyra år, i whigs. Därefter deltog Dundas som fregattchef i det misslyckade brittiska invasionsförsöket vid Walcheren 1809. Som linjeskeppschef deltog han i den brittiska landstigningen vid Viareggio 1812. Efter kriget var han parlamentsledamot för Orkney och Shetland. Dundas utnämndes till förste sjölord 1834 med avled två månader efter att han tillträtt ämbetet.